# Javier Delgado López
Javier Delgado López (Santa Coloma de Gramenet, 3 de juliol de 1972) és un futbolista català, que ocupa la posició de migcampista.

## Trajectòria
Es va formar a les categories inferiors del CF Damm i del FC Barcelona, tot arribant a militar durant tres temporades amb el Barça B. A la segona meitat de la temporada 94/95 és enviat al CD Logroñés, amb qui debuta en primera divisió. Juga 15 partits i marca un gol.
L'estiu de 1995 recala al CD Toledo, on serà titular durant dues campanyes, mentre que a la tercera amb prou feines hi disputa cinc partits. La temporada 98/99 juga amb el CD Ourense, on no aconsegueix un lloc en l'equip i només hi apareix en nou partits.
Des d'aleshores, la carrera de Javi Delgado ha transcorregut per equips de Segona B i Tercera, com el Cartagonova FC, UDA Gramenet o la Gimnástica de Torrelavega.